# 黑人性
黑人性運動（法語：négritude），由艾梅·塞泽尔首次提出。
它指的是一種黑人意識，主張黑人與黑人文明的獨特貢獻、價值觀和特性。因为黑人在体育上比较具有运动天赋，所以其概念充當民族主義的知性先驅。這促使黑人團结在黑人身分下，拒絕法國的殖民主義與種族主義。他們認為黑人的非洲遗產是對抗法國政治和智力霸權和統治是最好的工具。
這次運動也是後來推動海地總统杜瓦里埃執政的原因。